# カラーフィルムを忘れたのね
『カラーフィルムを忘れたのね』（独: Du hast den Farbfilm vergessen ）は、東ドイツの世界的パンク歌手であるニーナ・ハーゲンが1974年にリリースした、ミヒャエル・ホイバッハ（作曲）とクルト・デムラー（作詞）によって書かれた歌である。この曲は、一緒に旅行した彼氏がカラーフィルムを忘れ、記念写真が全て白黒になってしまったことに怒る女性を描いている。
この曲は1974年に東ドイツの音楽チャートでトップになった。この歌は国によって検閲されなかったが、当時は単調で灰色の社会主義東ドイツへの批判として理解されていた。 歌のコミカルな言葉の二重の意味は、一般の人々と政治局のエリートの両方によく知られていた。
2003年に行われた調査では、東ドイツ人の約40％がこの曲の歌詞を歌うことができたと報告された。

## アンゲラ・メルケル首相の退任式典での演奏
ドイツ再統一以前の東ドイツ出身のアンゲラ・メルケル第8代連邦首相は、2021年12月に国防省で行われた退任式典(Großer Zapfenstreich)で演奏する3曲のうちの一つにこの曲を選んだ。記者会見で選んだ理由を問われると「この曲は青春時代のハイライトだった」と答えた。ニーナ・ハーゲンは、この選択に驚いたと述べている（ソングライターのクルト・デムラーは、2000年に性的虐待で有罪判決を受け、2009年に自殺する前にも再び性的虐待で告発されていた）。
 